# S:t Hans församling
S:t Hans församling var en församling i Lunds stift och Lunds kommun. Församlingen uppgick 2012 i Lunds östra stadsförsamling.

## Administrativ historik
Församlingen bildades 1992 genom en utbrytning ur Lunds Allhelgonaförsamling och var till 2000 annexförsamling i pastoratet Lunds Allhelgonaförsamling och S:t Hans, för att därefter till 2012 utgöra ett eget pastorat. Församlingen uppgick 2012 i Lunds östra stadsförsamling.

## Kyrkor
- Sankt Hans kyrka invigd år 1971.